# سمسطا (مركز)
مركز سمسطا، مركز إداري مصري. يقع في محافظة بني سويف الواقعة في جمهورية مصر العربية. القاعدة الإدارية للمركز هي مدينة سمسطا.

## من مشاهير مركز ومدينة سمسطا
- محمد علي سليمان: شارك من أبطال ثورة 1919 وكان عضوا بارزا في حزب الوفد بزعامة سعد زغلول
- الشيخ عبد القادر الدشطوطي من نجوم الفقه على المذهب الشافعي وهو العارف بالله محي الدين عبد القادر ولد بقرية دشطوط مركز سمسطا في حوالي منتصف القرن التاسع عشر ميلادي
- محمود باشا فهمي عمل رئيس أركان الجيش المصري أثناء الحركة العرابية (81/1882) وكان الرجل الثاني بعد أحمد عرابي .